# Edith Jacobson
Pour les articles homonymes, voir Jacobson.
Ne doit pas être confondu avec Edith Jacobson Low-Beer.
Edith Jacobson (ou Jacobssohn), née  le 10 septembre 1897 à Haynau, province de Silésie, et morte le 8 décembre 1978 à Rochester, (New York), est un médecin et une psychanalyste américaine et allemande. Elle est arrêtée en 1935 pour avoir soutenu la résistance contre le national-socialisme, mais réussit à fuir l'Allemagne en 1938. Elle est aujourd'hui considérée comme la principale théoricienne et clinicienne de la psychanalyse américaine post-freudienne et comme l'une des principales représentantes de la théorie de la relation d'objet et de l'Ego psychology.

## Biographie

### Jeunesse et formation
Edith Jacobssohn naît le 10 septembre 1897 à Haynau, ville de Basse Silésie alors allemande et actuellement en Pologne. Son père, Jacques Jacobssohn est médecin et sa mère, Pelagia Pulvermann, musicienne. En 1917, elle commence des études de médecine à l'université d'Iéna qu'elle poursuit à Heidelberg où son frère étudie également. Elle les termine à l'université de Munich où elle obtient son diplôme de médecin en 1922,. De 1922 à 1925, elle fait son internat en pédiatrie à l'hôpital universitaire de  Heidelberg, dirigé par Ernst Moro. Elle soutient sous sa direction sa thèse intitulée Zur Prognose der Säuglings- und Kindertuberkulose, avec mention très bien, le 2 mai 1923. De retour à Munich, elle travaille à la clinique universitaire de médecine dans le service de Gustav Richard Heyer auprès de qui elle approfondit son intérêt pour la psychanalyse,.
En 1925, elle étudie la psychiatrie à l'université de Berlin, sous la direction de Karl Bonhoeffer (de). Elle se forme à la psychanalyse à l'Institut psychanalytique de Berlin (BPI) et fait une analyse avec Otto Fenichel. Elle travaille au Kinderseminar fondé par Otto Fenichel et Harald Schultz-Hencke et y donne ses propres conférences à partir de 1930 ainsi qu'avec Wilhelm Reich,.
Elle rejoint en tant que membre associée l'Institut psychanalytique de Berlin en 1930, et, en 1931 est admise comme membre par la Société allemande de psychanalyse (DPG). Elle publie ses premières contributions psychanalytiques,.
Edith Jacobson donne également des conférences sur des sujets de politique sexuelle au centre de conseil sexuel dirigé par le psychiatre et psychanalyste Wilhelm Reich, le kommunistischen Einheitsverbandes für proletarische Sexualreform und Mutterschutz zur sexuellen Aufklärung Jugendlicher (en français, Association communiste unifiée pour la réforme sexuelle prolétarienne et la protection de la maternité pour l'éducation sexuelle des jeunes).

### Résistance au nazisme
L'intérêt et l'engagement d'Edith Jacobson pour la politique accompagne la montée du nazisme en Allemagne à la fin des années 1920 : 

« Quand j'étais jeune, je ne m'intéressais pas à la politique. Je ne m'intéressais qu'aux sciences. (...) Mais ensuite, à la fin des années 1920, l'ascension d'Hitler a commencé, et bientôt il a eu des foules de plus en plus nombreuses derrière lui. Le danger rôdait ici, je pouvais le sentir. J'ai entendu ses discours et lu Mein Kampf, et j'ai été horrifié. »

Dès le début des années 1930 et avant même les lois de Nuremberg (1935), un grand nombre psychanalystes juifs ont déjà quitté l'Allemagne. Bien qu'elle soit juive, et malgré le danger, Edith Jacobson décide de ne pas émigrer. Elle se laisse même coopter officieusement, comme Therese Benedek, le 18 novembre 1933, à la commission pédagogique de l'Institut psychanalytique de Berlin et au conseil d'administration aryanisé de la Société allemande de psychanalyse. Sa nomination officielle n'est pourtant pas autorisée en vertu des lois raciales nationales-socialistes,.
Elle rejoint le groupe de résistance d'orientation marxiste Neu Beginnen. Elle organise des cercles de lecture et envoie des rapports sur la situation en Allemagne nazie à Otto Fenichel, exilé à Prague, d'où il diffuse ces informations dans des circulaires, les « Rundbriefe », destinées aux psychanalystes exilés,

#### Arrestation
Le 24 octobre 1935, elle est arrêtée par la Gestapo et emprisonnée parce qu'elle refuse de divulguer des informations sur un patient,. Elle est condamnée le 8 septembre 1936, à deux ans et trois mois de prison pour « préparation à commettre une haute trahison », qu'elle purge dans le quartier des femmes de la prison de Moabit, à Berlin.
Certains psychanalystes juifs et de gauche militent pour sa libération mais Edith Jacobson n’est cependant que peu soutenue par la société psychanalytique allemande. Felix Boehm, notamment, qui prône progressivement une collaboration ouverte avec les Nazis, notamment dans l'Institut Göring, empêche Ernest Jones, le président de l'Association psychanalytique internationale d'intervenir, le mettant en garde contre « toute ingérence de l’étranger » et lui demandant de ne pas « mettre en danger ses collègues (aryens) ». Anna Freud, quant à elle, lui reproche d’avoir mêlé la psychanalyse à la politique,.
Sa situation est cependant évoquée dès le 26 novembre 1935 par le comité directeur de la New York Psychoanalytic Society, qui met une nouvelle provision financière à disposition de Bertram Lewin, chargé de gérer le fonds destiné aux psychanalystes allemands en danger.
Pendant son emprisonnement, elle rédige des notes sur sa vie, écrit des poèmes et une étude psychanalytique (publiée plus tard sous le titre Betrachtungen über physische und psychische Hafteinwirkungen). Ces documents sont restés longtemps inconnus et n'ont été publiés qu'en 2015 sous le titre Gefängnisaufzeichnungen (Dossiers de prison). Otto Fenichel présente son travail Wege der weiblichen Über-Ich –Bildung (Voies de formation du surmoi féminin) à l'été 1936 au Congrès psychanalytique international de Marienbad, sans en mentionner l’auteur, bien que tout le monde sache que c'était Edith Jacobson).
Pendant son emprisonnement, Edith Jacobson tombe gravement malade, souffrant de la maladie de Basedow et de diabète. Au début de 1938, à l'occasion d'un congé médical, elle réussit à s'enfuir à Prague avec l'aide de ses amis, dont Annie Reich,.
Otto Fenichel organise son immigration aux États-Unis et une collecte de fonds. Après une opération de la thyroïde, Edith Jacobssohn s'enfuit à New York en octobre 1938. Sa mère quitte l'Allemagne pour New York via Cuba en 1939, et son frère Erich Jacobssohn réussit également à s'échapper.

### Aux États-Unis
Edith Jacobson adopte la graphie Jacobson comme nom de famille, au lieu de Jacobssohn.
Elle rejoint comme membre la New York Psychoanalytic Society en 1941 et exerce comme analyste didacticienne.
Edith Jacobson développe une activité d'enseignement et de recherche fructueuse et très indépendante. En 1943 paraît sa première publication psychanalytique en anglais. De nombreuses autres publications suivent.
De 1952 à 1953, elle est vice-présidente et, de 1954 à 1956, présidente de la New York Psychoanalytic Society. Elle est alors considérée comme la principale théoricienne et clinicienne de la psychanalyse américaine post-freudienne et "l'une des plus importantes partisanes de la théorie des relations d'objet et de la psychologie de l'ego".
En 1969, elle effectue son premier voyage en Europe depuis la guerre, lors duquel elle séjourne également en Allemagne.
Edith Jacobson meurt le 8 décembre 1978 à Rochester, dans l'État de New York.

## Activités de recherche
Edith Jacobson est connue pour ses travaux sur le self et sur les dépressions.
Ses recherches théoriques et cliniques concernent les fonctions du moi et du surmoi, les processus d'identification sous-jacents au développement du moi et du surmoi, et le rôle du moi et du surmoi dans la dépression.
Ses travaux portent sur les structures intrapsychiques. Elle s'inspire de la distinction de Sándor Radó entre les « bons » et les « mauvais » objets et de la psychologie de l'ego de Heinz Hartmann. Elle cherche à construire une perspective développementale globale. Cette perspective apprécierait les pulsions, les objets réels et leurs représentations dans la construction du moi et du surmoi. Edith Jacobson s'intéresse au sort de l'expression de soi chez les personnes souffrant de dépression et de psychose.
Edith Jacobson est la première théoricienne à tenter d'intégrer la théorie des pulsions à la théorie des relations structurelles et d'objet dans une synthèse globale. Son influence sur les travaux ultérieurs dans ce domaine a été importante. Elle s'appuie sur les contributions d'Anna Freud, Heinz Hartmann, René Spitz et Margaret Mahler. En 1964, elle écrit The Self and the Object World, dans lequel elle révise la théorie de Sigmund Freud sur les phases psychosexuelles du développement et ses conceptualisations du ça, moi et surmoi (en).
En 1964, elle publie The Self and the Object World dans lequel elle cherche à intégrer la théorie des pulsions et la théorie de la relation d'objet. Il est considéré comme l'une des œuvres les plus importantes de la psychanalyse.

## Publications

### En allemand
- (de) Gefängnisaufzeichnungen, Psychosozial-Verlag, 2015 (lire en ligne)
- (de) « Beitrag zu asozialen Charakterbildung », Internationale Zeitschrift für Psychoanalyse,‎ 1930 (lire en ligne)
- (de) « Wege der weiblichen Über-Ich Bildung », Internationale Zeitschrift für Psychoanalyse,‎ 1937 (lire en ligne)

### En anglais
- Depression: The Oedipus complex in the development of the depressive mechanisms. The Psychoanalytic Quarterly 12 (1943): 541–560
- The effect of disappointment on ego and superego formation in normal and depressive development. Psychoanalytic Review 33 (1946): 129–147
- Observations of the psychological effect of the imprisonment on female political prisoners. In: K.R. Eissler (Ed.): Searchlights on delinquancy. International Universities Press, New York 1949, 341–368
- Adolescent moods and the remodeling of psychic structures in adolescence. The Psychoanalytic Study of the Child 16 (1961): 164–183
- The Self and the Object World. International University Press, New York 1964
- Psychotic Conflict and Reality, International University Press, New York 1967, Hogarth Press, London 1964
- Depression: Comparative studies of normal, neurotic and psychotic conditions, International University Press, New York 1971

### En français
- Le Soi et le monde objectal (trad. Anne-Marie Besnier), Presses universitaires de France, coll. « Le Fil rouge », 1975, 245 p. (ISBN 9782130337973)
- Les dépressions. Etats normaux, névrotiques et Psychotiques. (trad. Hélène Couturier), Payot, 1985

## Distinctions
A l'initiative de la nièce d'Edith Jacobson, Thekla Nordwind, une plaque commémorative est apposée en 2005 à son domicile, Emser Strasse 39d à Berlin-Wilmersdorf. Elle s'inscrit dans le cadre du projet Mit Freud in Berlin (de), qui consiste à dévoiler une nouvelle plaque en hommage à un ou une psychanalyste, lors de chaque congrès psychanalytique.